# Cineland
Il Cineland è un cinema multisala di Roma, situato su viale dei Romagnoli, nel quartiere Lido di Ostia Ponente, ricavato dallo stabilimento industriale abbandonato della ex Meccanica Romana.

## Storia
La struttura del cinema è stata ricavata dalla ristrutturazione dell'edificio dell'ex Meccanica Romana (già S.T.I.M.A.) che chiuse l'attività nel 1973.
Ceduta agli attuali proprietari, questi, a partire da un progetto iniziale datato 10 dicembre 1987, riconvertirono la struttura nel nuovo cinema multisala Cineland, su progetto degli architetti Maria Guarrera e Bruno Spinozzi, che venne inaugurato il 15 settembre 1999, con un costo totale di 26 miliardi di lire (circa 13 milioni di euro) ad opera della Ci.Me. Grandi Impianti S.r.l. di Giuseppe Ciotoli e Giuseppe Merluzzi.
Il nuovo impianto è composto da 14 sale per un totale di 2860 posti, varie attività commerciali, ristoranti, una sala giochi ed un parcheggio, circondati da 60000 m² di verde.

## Collegamenti
|  | È raggiungibile dalla stazione Lido di Ostia Nord. |